# Gabas
Gabas (em latim: Gabae; em grego clássico: Gábai; em persa antigo: *Gaba-) foi uma cidade localizada na Pérsia, que segundo Estrabão era o local de um palácio real dos reis aquemênidas.
Cláudio Ptolomeu listou Gabas entre as cidades da Pérsia, embora as coordenadas dadas por ele levassem a supor, em vez disso, uma localização a sudeste de Persépolis.
A antiga cidade de Gabas é mencionada várias vezes nas fontes antigas e pode muito bem ter sido uma cidade muito importante na Antiguidade, pois está situada junto ao rio Zayandeh, uma das principais fontes de água na parte ocidental do Irã. A cidade pode ter sido um lugar rico em agricultura e era o lugar comum para os viajantes pararem antes de prosseguir; isso se deve ao fato de Gabas está entre várias estradas importantes que conduziam para Ecbátana, Rages, Susã e várias cidades da Pérsia.